# Koletova hornická hudba

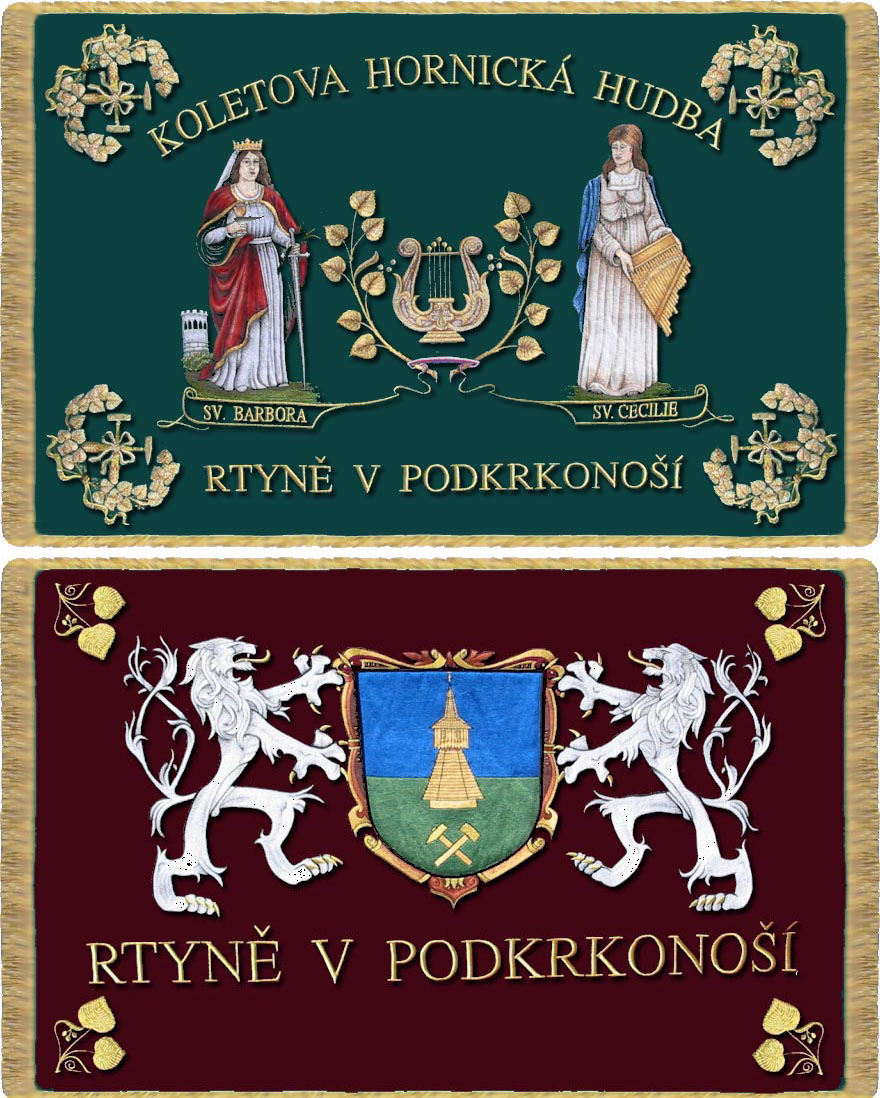
Vlajka Koletovy hornické hudby

Koletova hornická hudba je velký amatérský dechový orchestr působící ve Rtyni v Podkrkonoší. Orchestr má více než 150letou tradici, soustřeďuje mnoho amatérských hudebníků z celého trutnovska i náchodska a udržuje si velmi vysokou úroveň.

## Dirigenti orchestru
- Zdeněk Tlučhoř
- Josef Hejna

## Z historie
První zmínka o orchestru pochází z obecní kroniky Rtyně v Podkrkonoší z roku 1864. Orchestr byl tvořen místními hudebními nadšenci, kteří do té doby v malých skupinách ve volných chvílích muzicírovali. Nejběžnějšími nástroji chudých tkalců, drobných zemědělců a horníků byly většinou housle, klarinet a později nástroje plechové - křídlovka, baskřídlovka a heligon. Většinou nechyběl ani bubeník. Mohutným podnětem ke vzniku větších těles bylo v kraji národní obrození, které s sebou přinášelo velký rozvoj společenského a kulturního života. Vedle rtyňské kapely vznikaly v okolních obcích i další orchestry podobného ražení (Strážkovická, Velkosvatoňovická, atd.). Rtyňská kapela zaznamenala největší rozmach s nástupem kapelníka Čeňka Kolety (1879 - 1967). Tento vynikající houslista a klarinetista vyučoval i na místní hudební škole a stál v čele orchestru neuvěřitelných 52 let. Jeho tělesně postižený bratr Karel Koleta (1887-1948) pronikl i do komponování a pro hudbu napsal téměř 1500 skladeb.
Hudba si velmi rychle získala věhlas v širokém okolí a ve dvacátých letech minulého století byla několikrát účastníkem, tehdy ještě živého vysílání čs. rozhlasu. Žákem Čeňka Kolety byl i hudební skladatel, vojenský kapelník a křídlovák Antonín Nývlt (skladatel), který hrál s orchestrem do r. 1903. Nejznámější skladbou Antonína Nývlta je pochod Kapitán Římek.
V roce 1969 přijala hudba název Koletova hornická hudba a zároveň se stala organizátorem festivalu dechových hudeb Koletova Rtyně (od r. 1962). Orchestr přečkal bez úhony všechny společenské změny 20. století a v současné době je moderním, na amatérské poměry velmi kvalitně obsazeným tělesem.

## Festival Koletova Rtyně
Festival od r. 1962 pořádaný ve Rtyni v Podkrkonoší pod záštitou Koletovy hornické hudby. Jedná se o festival pro dechové orchestry. Obdobným festivalem jen např. Kmochův Kolín. Festival v minulosti ani dnes nebyl a není bez účasti známých orchestrů, skladatelů či kapelníků. Např. Jindřich Praveček, Václav Hybš, Jaroslav Zeman, Evžen Zámečník, Viliam Béréš a další. Posledních několik ročníků zpestřilo i vystoupení Petry Janů, Marty Kubišové či trumpetisty Miroslava Kejmara